# Ревазов, Арсен Анатольевич
Арсе́н Анато́льевич Рева́зов (род. 12 декабря 1966, Москва) — писатель, арт-фотограф, врач, предприниматель.

## Биография
В 1990 году окончил 3-й Московский медицинский институт. В 1990 году эмигрировал в Израиль, где прожил несколько лет, прежде чем вернуться обратно в Москву. С 1991 года работал в сферах рекламы и интернет-технологий. Является основателем рекламных агентств IMHO Vi, Blondinka.ru, PRT.ru, oken.tech. В 2022 году продал 82,25 % рекламной группы «Мэрилин», которая включает агентство «Блондинка. Ру», платформу автоматизации интернет-рекламы Marilyn и рекламный сервис для малого бизнеса Aori.

## Литературная карьера
Писательскую деятельность начал в 1992 году, когда был опубликован сборник его стихов в Иерусалиме. В тот же период написал серию рассказов на русском языке. Также сотрудничал с рядом различных российских периодических изданий. В 2005 году опубликовал дебютный роман «Одиночество-12» в издательстве Ad Marginem. Сам Ревазов охарактеризовал художественный жанр произведения как «фьюжн»: «в нём сочетаются различные элементы постмодернизма, триллера, юмора и путевых очерков». По мнению журналистов, первый успешный опыт «евроромана». Роман стал бестселлером в России, получив множество положительных отзывов критиков, журналистов и блогеров.
Политик и журналист Валерия Новодворская о книге «Одиночество 12»:  «Сага, написанная на очень хорошем русском языке, искусно разбавленном сленгом, о похождениях новых четырех мушкетеров, прошедших огонь, воду, медные трубы, перестройку, приватизацию, дикий капитализм, тюрьму, суму, монастырь, „келью“ японских дзенбуддистов, загробный мир, Ватикан, Израиль, другое измерение, виллу крупного мафиози».

Литературный критик Лев Данилкин журнал «Афиша»: «Одиночество-12» — это Мураками с плюсом: плюс «Маятник Фуко», плюс «Код да Винчи», плюс «Клуб Дюма», плюс «Наивно. Супер», плюс «На берегу Рио-Пьедра села я и заплакала». Плюс семь лет в Тибете, плюс страх и ненависть в Лас-Вегасе, плюс любовное настроение, плюс идентификация Борна, плюс девятые врата«.
»Идея Ревазова одновременно и скромнее, и амбициознее: предложить российскому читателю высококачественный бестселлер отечественного производства — честный аналог «Кода да Винчи» и «Клуба Дюма». И в этом качестве «Одиночество-12», безусловно, следует считать колоссальным успехом: дебютная книга Ревазова держит читателя в напряжении до последней страницы не хуже Реверте, а качеством письма заметно превосходит разрекламированный бестселлер Дэна Брауна" — отмечает Галина Юзефович. 
С 2006 по 2013 год роман был переведен на несколько языков: итальянский, польский, венгерский, чешский и немецкий и опубликован в Европе.
Роман «Одиночество-12» повествует о приключениях трех старых друзей — Иосифа, Матвея и Антона — московских яппи, которым за тридцать. Трио находит тело своего четвертого друга Химика жестоко обезглавленным при загадочных обстоятельствах. Вскоре после убийства Джозеф — владелец обанкротившейся PR-компании — заключает сомнительный контракт с новым клиентом. Условия контракта заманчивы: щедрое вознаграждение ждет его за каждое упоминание в СМИ таких слов как: Дейр-эль-Бахари, Калипсол (Кетамин), Одиночество и число 222461215. Но любое пренебрежение степенью секретности договора будет строго наказано. Никогда не относящийся к правилам слишком серьезно, Иосиф нарушает запрет рассказывает о своем проекте друзьям, провоцируя тем самым череду загадочных и экзотических встреч: в Иерусалиме с коптским священниким, с главой секретной полиции в Ватикане, вором в законе на Дальнем Востоке и Буддийским монахом в Японии. Кто стоит за ужасным убийством Химика и какое наказание ожидает Иосифа и его друзей?

В 2020 году роман, будучи серьезно переписанным, был вновь выпущен в издательстве Corpus. Книга получила положительные отзывы критиков.
«Ревазов, словно опытный охотник, тонко расставляет силки, в которые попадает доверчивый читатель, например, типа меня. Увлекательные переплетения сюжета характеризуются неожиданными „задержками тока по фазе“, когда кульминации случаются нежданно-негаданно, а то и вовсе растворяются в мутных водах мифологии и смертей наиболее продвинутых египетских фараонов», — говорит Александр Кушнир
В данный момент[когда?] работает над следующей книгой — романом «Одиночество-13. Метаферонты». Для неё был выбран экспериментальный формат видеокниги: автор сам читает текст глав на камеру, а эпизоды публикуются на Youtube-канале, Яндекс. Дзене и в онлайн-кинотеатрах. Премьера книги прошла в рамках выставки non/fiction 2021.
«Я, как и все, столкнулся со страшным падением читаемости в России. Люди стали заметно меньше читать. Это не только русский тренд, но в России он особенно ярко выражен. В Америке чтения тоже не растёт, но оно хотя бы не так падает. Одновременно происходит бурный рост social media, сериалов и аудиокниг. Тогда я подумал: почему для людей, которым все-таки хочется читать не сделать нечто среднее между сериалом и книгой, в котором писатель будет читать свой книгу на две относительно простых камеры. Это не очень дорого. Я это делаю сам один. Это может пользоваться спросом у людей, которые привыкли смотреть стримы и слушать аудиокниги. Для них это будет контент, напоминающий тот, что обычно выпускают блогеры», — Арсен Ревазов в журнале «Эксперт»
В дальнейшем планируется выпуск романа «Одиночество-13. Метаферонты» в традиционном печатном издании.

## Арт-фотография
Занимается арт-фотографией. Свои эксперименты в творчестве начал еще в школе. Сегодня специализируется на работе с широкоформатными аналоговыми камерами, используя технику инфракрасной фотографии и применяя методы платиновой фотопечати. Его художественное видение главным образом сосредоточено на исследовании невидимого мира, который можно разглядеть в четырехмерном пространстве на черно-белой инфракрасной пленке. Работы Ревазова были представлены на выставках в различных художественных галереях и других арт-пространствах в России, Италии и Великобритании.
Персональные выставки:
- Декабрь 2019 — Январь 2020 — «Невидимый свет»[20]. Третьяковская галерея. Москва, Россия[21]
- Май — Сентябрь 2017 года — «Красная-прекрасная»[22]. ar33studio. Венеция, Италия[23][24][25]
- Май 2017 года — «Антарктическое одиночество». Mia Art Fair. Милан, Италия[26]
- Октябрь 2016 года — «Art Venice 2016», Международная выставка современного искусства. Сан Серволо, Венеция, Италия[27][28]
- Сентябрь 2016 года — «Италия из четвертого измерения». Галерея Саатчи. Лондон, Великобритания[29]
- Август 2016 года — «Из окна Венеции». ar33studio. Венеция, Италия[30][31]
- Май 2016 года — «Формирование света. С Хосе Мануэлем Алорда». Дворец Фоссати Паламбо. Венеция, Италия[32]
- Февраль 2016 года — «4D». ar33studio. Венеция, Италия[33]
- Февраль 2016 года — «Памяти Бориса Христова. CALL’ART 2016», Международная выставка современного искусства. Спазио Бадоер. Венеция, Италия[34][35][36][37][38]
- Октябрь — Ноябрь 2015 года — «4D». 6-я Московская международная биеннале современного искусства. Галерея Триумф. Москва, Россия[39][40][41]
- Октябрь — Ноябрь 2015 года — «Италия из четвертого измерения». ar33studio. Венеция, Италия[42][43][44][45]
- Октябрь — Ноябрь 2012 года — «Потому что мир круглый». Галерея классической фотографии. Москва, Россия[41][46][47]
- 2012 — «Один к двум» (1 к 2). Галерея «Триумф». Москва. Россия[19][41][48]
- Июнь — Июль 2012 года — «Один на Два». Галерея Триумф. Москва, Россия[19][41][48][49][50]
- 2011 — «Несмятые простыни Венеции» (в рамках фестиваля «4-я Московская биеннале современного искусства»). Арт-Хаус Галерея. Москва, Россия[19][51][52][53]
- Июль — Август 2010 года — «Неочевидный мир». Галерея Меглинская. ЦСИ Винзавод. Москва. Россия[52][54][55]
- 2010 год — «Неочевидный мир». Выставочный зал «Фотоцентр». Москва, Россия[19][41][51][52][56]
- 2010 год — «Неочевидный мир». В рамках фотобиеннале. Галерея «Триумф». Москва. Россия[19][51][52][57]

## Музыкальная карьера
Лидер музыкальной группы «Яуза». Её музыка в жанре пост-рок представляет собой сплав стилей: от рок-романса и балканского джаза до блюз-арт-рока и рок-баллад. В некоторых композициях музыкантами используются аллюзии, реминисценции и отсылки к классической музыке: Брамс, Альбинони и др. Коллектив создан осенью 2019 года. Название группа получила в честь реки Яуза, где прошло детство Арсена, а также в честь одноимённого советского магнитофона.
Активная творческая и концертная деятельность у музыкантов началась летом 2020 года, группа успела дать ряд концертов в Москве, выступить на нескольких городских фестивалях и в теле- и радиоэфирах.
27 ноября 2020 года вышел первый альбом группы под названием «Бабочки и Танки». Все песни альбома написал Арсен Ревазов на стихи известного ленинградско-иерусалимского поэта Михаила Генделева.
12 ноября 2021 года появился второй альбом группы под названием «Музыка и Слово» на стихи Осипа Мандельштама.

## Интересные факты
Автор концепции «белая ленточка» — символа протестов, связанных с выборами в Госдуму в России в 2011 году.
Автор слогана «„Яндекс“ — найдётся всё».